# Christian Eyenga
Christian Eyenga Moenge (* 22. Juni 1989 in Kinshasa, Demokratische Republik Kongo) ist ein kongolesischer Basketballspieler.

## Karriere
Als Eyenga gedraftet wurde, stand er noch im Dienst des Basketballvereins CB Prat der spanischen dritten Division. Er spielte ein Jahr nachdem er gedraftet wurde zunächst in der NBA Summer League 2010 für die Cleveland Cavaliers. Daraufhin unterzeichnete er einen 2-Jahres-Vertrag im Wert von insgesamt 2 Millionen US-Dollar. Der Vertrag enthielt eine Team-Option für ein drittes und viertes Jahr. Am 18. November 2010 wurde Eyenga in die NBA Development League (D-League) zu den Erie BayHawks geschickt. Am 2. Januar 2011 wurde er zurück zu den Cavaliers beordert und gab sein NBA-Debüt am selben Tag in einem Spiel gegen die Dallas Mavericks.
Am 15. März 2012 wechselte Eyenga zusammen mit Ramon Sessions zu den Los Angeles Lakers. Die Cavaliers erhielten im Austausch Jason Kapono, Luke Walton und einen Erstrunden Draft-Pick. Im Laufe der Sommerpause wurde Eyenga im Rahmen des Tauschgeschäfts um Dwight Howard zu den Orlando Magic transferiert. Für die Magic lief Eyenga in der Vorbereitung für die Saison 2012/13 auf, sein Vertrag wurde jedoch vor Beginn der Saison aufgelöst.
Er wechselte daraufhin in die D-League und erhielt einen Vertrag bei den Texas Legends.